# Železniční trať Gdaňsk–Stargard
Železniční trať Gdańsk – Stargard (v Polsku označená číslem 202)
je elektrifikovaná železniční trať v Polsku, o délce 334,360 km. Vede z Gdańsku přes Lębork, Słupsk, Koszalin, Świdwin do Stargardu. Protíná Pomořské a Západopomořské vojvodství.